# Wikimedia Brasil
Wikimedia Brasil (WMB) é uma associação brasileira sem fins lucrativos afiliada à Fundação Wikimedia. Fundada em 2013, a organização busca, entre outros objetivos, ampliar, qualificar e diversificar o conteúdo e a comunidade nos projetos Wikimedia, em especial a Wikipédia, bem como apoiar a atuação de instituições sociais no ecossistema do conhecimento livre.
Em 2018, a organização passou a adotar o nome fantasia "Wiki Movimento Brasil", utilizado até fevereiro de 2025, quando o conselho diretor da Fundação Wikimedia anunciou seu reconhecimento como capítulo oficial. A partir de então, a entidade passou a utilizar a denominação Wikimedia Brasil.

## História
A Wikimedia Brasil deriva de iniciativas voluntárias da comunidade Wikimedia brasileira que remontam aos anos de 2005 e 2006, quando editores se organizaram informalmente para divulgar os projetos Wikimedia em território nacional. Em 2012 a fundação iniciou um programa "catalisador" para apoiar o fortalecimento e crescimento da comunidade Wikimedia no brasil, dentre as quais uma iniciativa estava prevista a criação de um escritório formal da fundação no país mas que acabou não se concretizando. Em 2013, consolidou-se a formação do Grupo de Usuários Wikimedia no Brasil, que foi oficialmente reconhecido pela fundação como grupo de usuários afiliado em dezembro.
Nos anos seguintes, o grupo amadureceu sua organização interna: em 2016, seis membros fundadores reuniram-se para elaborar o primeiro plano estratégico do Wiki Movimento Brasil, e em 2017 a associação registrou seu estatuto em cartório, estabelecendo uma estrutura profissional de atuação. Em abril de 2018, o grupo perdeu temporariamente o reconhecimento oficial da Fundação Wikimedia, mas manteve suas atividades de forma independente durante esse período. Em meados de 2019, a fundação voltou a reconhecer formalmente o grupo como afiliado ativo.
A partir de 2020, a entidade consolidou sua equipe profissional e expandiu seu quadro de membros associados, contando com 32 membros em 2022. Em 11 de dezembro de 2024, o conselho da fundação aprovou a elevação do Wiki Movimento Brasil à categoria de capítulo nacional Wikimedia, sob o nome de Wikimedia Brasil. Com a assinatura do acordo de capítulo e a devida autorização de uso da marca Wikimedia, a Wikimedia Brasil passou a atuar oficialmente como o capítulo brasileiro do movimento a partir de fevereiro de 2025.

## Atividades e projetos
Como capítulo do movimento Wikimedia, a Wikimedia Brasil conduz diversos projetos e programas visando difundir o conhecimento livre e fortalecer os projetos Wikimedia, como a Wikipédia em português. Entre suas principais frentes de atuação estão as parcerias GLAM (sigla para Galerias, Bibliotecas, Arquivos e Museus, em inglês), nas quais a organização estabelece parcerias com instituições culturais para digitalizar acervos, liberar mídias sob licenças livres e incorporar conteúdo relevante aos projetos como a Wikipédia, Wikimedia Commons e Wikidata.
No campo da educação, a Wikimedia Brasil realiza programas de extensão e eventos acadêmicos para aproximar estudantes e professores do uso pedagógico da Wikipédia. A organização firmou parcerias com diversas universidades brasileiras, por meio das quais promove oficinas de capacitação em edição wiki, seminários sobre conhecimento livre e apoia cursos que utilizam projetos Wikimedia como ferramentas de ensino-aprendizagem. Também são desenvolvidos projetos com comunidades escolares e bibliotecas, incentivando jovens a atuar como editores voluntários.
Além das parcerias institucionais, o capítulo mantém iniciativas de desenvolvimento tecnológico e apoio à comunidade. Voluntários da organização contribuíram, por exemplo, com estudos sobre as necessidades globais de ferramentas tecnológicas no movimento Wikimedia e projetos como o Capacity Exchange.
A Wikimedia Brasil também destacou-se ao fechar parceria com o governo federal brasileiro para liberação das imagens do presidente Lula disponíveis no Flickr sob licença livre, bem como organizar eventos como a WikiCon Brasil e "wikiconcursos", como o Wiki Loves Maranhão.